# Pittsburg State Gorillas
Los Pittsburg State Gorillas (en español: Gorilas de la Estatal de Pittsburg) es el equipo deportivo que representa a la Pittsburg State University ubicada en Pittsburg, Kansas en la NCAA Division II como miembro de la Mid-America Intercollegiate Athletics Association (MIAA) ny está representada en 10 programas deportivos.

## Deportes
| Masculino                                     | Femenino      |
| --------------------------------------------- | ------------- |
| Béisbol                                       | Baloncesto    |
| Baloncesto                                    | Cross country |
| Cross country                                 | Softbol       |
| Fútbol Americano                              | Atletismo†    |
| Atletismo†                                    | Voleibol      |
| † – Atletismo incluye la modalidad bajo techo |               |

### Fútbol Americano
El programa inició en 1908 con el entrenador Albert McLeland. Desde entonces, el programa es el que registra más victorias en la historia de la NCAA Division II. Ha sido campeón nacional en cuatro ocasiones; 1957, 1961, 1991 y 2011. Pittsburg State venció a Wayne State Wildcats, MI, 35-21 en su último título en 2011. En 2004 los Gorillas terminaron 14–1, solo perdieron 31–36 ante Valdosta State Blazers en el NCAA Division II National Football Championship. Pittsburg State ha ganado 27 campeonatos de conferencia, incluyendo 13 en las últimas 19 temporadas con el entrenador Chuck Broyles PSU ha sido finalista del II National Championship en 2004, 1995 y 1992. Los partidos en la MIAA Division II ante Northwest Missouri State Bearcats se jugaron en el Arrowhead Stadium en Kansas City (Misuri), en el Fall Classic at Arrowhead de 2002 a 2013. 26 695 fueron al partido de 2002, la mayor asistencia a un partido de la Division II.

## Alumnos Destacados
- John Brown, NFL wide receiver, elegido por Buffalo Bills
- Eldon Danenhauer, Offensive tackle de los Denver Broncos
- Ralph Earhart, fue halfback de los Green Bay Packers
- Dennis Franchione, fue entrenador de fútbol americano de Texas State University (y de Pittsburg State)
- Kendall Gammon, fue centro largo en Kansas City Chiefs (ahora está en Pittsburg State)
- Don Gutteridge, fue jugador y entrenador en la Major League Baseball
- Sherm Lollar, jugador en la Major League Baseball
- Ronald Moore, fue running back en la NFL, ganó en 1992 el Harlon Hill Trophy
- Brian Moorman, fue pateador de despeje en la NFL con Buffalo Bills
- Germaine Race, fue running back en la NFL con San Diego Chargers